# Marcelo Balboa
Marcelo Balboa, född 8 augusti 1967 i Chicago, är en amerikansk före detta fotbollsspelare. Balboa representerade USA vid VM 1990, 1994 och 1998.
Balboa togs 2005 ut i MLS's bästa elva genom tiderna.